# New Hudson (Nueva York)
New Hudson es un "pueblo" (subdivisión administrativa) del condado de Allegany, Nueva York, Estados Unidos. Según el censo de 2020, tiene una población de 792 habitantes.
En el estado de Nueva York los towns (literalmente, "pueblos") son corporaciones municipales y constituyen las subdivisiones administrativas de cada condado, de manera muy similar a los townships de otros estados.

## Geografía
Está ubicado en las coordenadas 42°17′7″N 78°15′11″O / 42.28528, -78.25306 (42.285278, -78.253026).

## Demografía
Según la Oficina del Censo en 2000 los ingresos medios por hogar en la región eran de $33,859 y los ingresos medios por familia eran de $34,702. Los hombres tenían unos ingresos medios de $27,917 frente a los $18,542 para las mujeres. La renta per cápita para la localidad era de $12,319. Alrededor del 13.1% de la población estaban por debajo del umbral de pobreza.
De acuerdo con la estimación 2015-2019 de la Oficina del Censo, los ingresos medios por hogar en la región son de $53,750 y los ingresos medios por familia son de $61,458. El 11.7% de la población está en situación de pobreza.